# Sciame di dicchi Grenville
Lo sciame di dicchi Grenville è uno sciame di dicchi risalente al Proterozoico e situato nelle province canadesi dell'Ontario e del Québec.
Fa parte di una serie di importanti eventi magmatici dello scudo canadese e si è formato 590 milioni di anni fa lungo una tripla giunzione che potrebbe essere stata collegata a un mantle plume..
Lo sciame di dicchi Grenville si estende una lunghezza di 700 km.
Il Graben Ottawa-Bonnechere è associato allo sciame di dicchi Grenville e alcune delle sue strutture hanno la stessa età.